# Des Moines
|  | For floden af samme navn, se Des Moines (flod) |
Des Moines (udtales "de Moyne") er hovedstaden og den største by i delstaten Iowa i Midtvesten i USA. Byen har et indbyggertal på 214.133 (2020) indbyggere og et areal på 235 km2
. Des Moines er desuden hovedby i det amerikanske county Polk County.
I Des Moines, der blev grundlagt i 1846, ligger Grand View College, der blev oprettet 1896 som en udvidet folkehøjskole, og hvor der tillige blev uddannet præster til danske menigheder inden for den daværende Danish Evangelical Lutheran Church of America.